# 삼각측량 (측량)

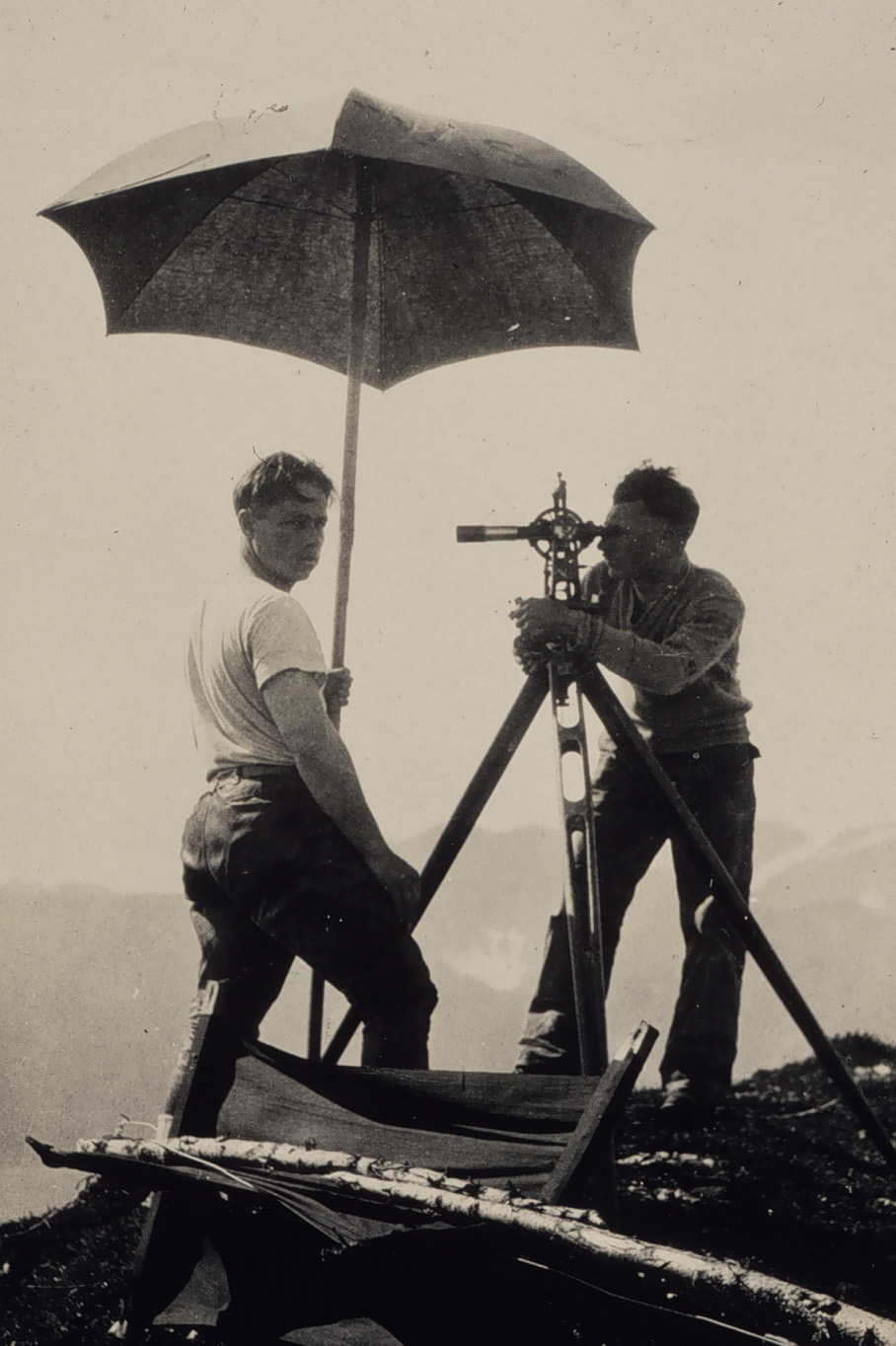
1929년 알래스카 코디악 섬의 삼각 측량.

측량에서, 삼각 측량(triangulation)은 삼변측량에서처럼 지점까지의 거리를 직접 측정하는 것이 아니라, 고정된 기준선의 양쪽 끝에 있는 알려진 지점에서 삼각법을 사용하여 해당 지점까지의 각도만 측정하여 지점의 위치를 결정하는 과정이다. 그러면 해당 지점은 한 변이 알려져 있고 두 각도가 알려진 삼각형의 세 번째 지점으로 고정될 수 있다.

## 같이 보기
- 삼각측량
- 삼변측량
- 삼각법
- 타원체에 대한 측지선